# Mezőkovácsháza
Mezőkovácsháza is een plaats (város) en gemeente in het Hongaarse comitaat Békés. Mezőkovácsháza telt 6945 inwoners (2001).